# دامار (آرتوین)
دامار (به ترکی استانبولی: Damar) یک منطقهٔ مسکونی در ترکیه است که در مورگل واقع شده‌است. دامار ۸۰۷ نفر جمعیت دارد و ۱٬۰۳۰ متر بالاتر از سطح دریا واقع شده‌است.